# Carrier Air Wing Seventeen
17ème Escadre aérienne embarquée
Le Carrier Air Wing Seventeen (CVW-17) est une escadre aérienne embarquée de l'US Navy, basée au Naval Air Station Lemoore en Californie. Il a été assigné en 2019 au USS Nimitz (CVN-68) . Le code de queue des avions du CVW-11 est NA.

## Historique

### Création
Le Carrier Air Wing Seventeen (CVW-17) a été créé le novembre 1966 et affecté à l'USS Forrestal (CV-59). Il était auparavant désigné Carrier Air Group 82 (CVG-82) lors de sa création le 1er avril 1944.
En 2012, l'unité a été transférée de la flotte de l'Atlantique (code AA) à la flotte du Pacifique (code NA).

### Service
Son premier déploiement a eu lieu au Vietnam, de juin à septembre 1967. Après seulement quatre jours sur la ligne avec 150 sorties effectuées, une roquette Zuni a été accidentellement tirée sur le pont d'envol le matin du 29 Juillet 1967. Il a heurté  un avion uravitaillé et armé. Dans l'incendie qui en a résulté, 134 membres d'équipage ont été tués et 161 blessés. 21 avions ont été détruits et 40 ont été endommagés.

## Les unités subordonnées
Les unités du CVW-17 à bord de l'USS Nimitz (CVN-68) en 2020-21 
| Code    | Insigne | Escadron                                           | Surnom            | Aéronef              |
| ------- | ------- | -------------------------------------------------- | ----------------- | -------------------- |
| VFA-22  |         | Strike Fighter Squadron 22                         | Fighting Redcocks | F/A-18F Super Hornet |
| VFA-94  |         | Strike Fighter Squadron 94                         | Shrikes           | F/A-18E Super Hornet |
| VFA-137 |         | Strike Fighter Squadron 137                        | Kestrels          | F/A-18E Super Hornet |
| VFA-146 |         | Strike Fighter Squadron 146                        | Blue Diamonds     | F/A-18E Super Hornet |
| VAW-116 |         | Carrier Airborne Early Warning Squadron 116        | Sun Kings         | E-2C Hawkeye         |
| VAQ-139 |         | Electronic Attack Squadron 139                     | Cougars           | EA-18G Growler       |
| VRC-30  |         | Fleet Logistics Support Squadron 30, Détachement 3 | Providers         | C-2A Greyhound       |
| HSC-6   |         | Helicopter Sea Combat Squadron 6                   | Indians           | MH-60S Seahawk       |
| HSM-73  |         | Helicopter Maritime Strike Squadron 73             | BattleCats        | MH-60R Seahawk       |